# American Soccer League
La American Soccer League fue una liga de primera división de fútbol de los Estados Unidos disputada entre los años 1921 hasta 1933. 
El campeonato se creó en 1921 a través de la fusión de los torneos semiprofesionales de la National Association Football League y Southern New England Soccer League.
Hasta la temporada 1926-27, se disputó a través de un sistema de liga, donde el equipo con la mayor cantidad de puntos se quedaba con el torneo. Desde la edición 1927-28 hasta 1933, consistió de dos torneos cortos y los ganadores de cada torneo accedían a la gran final para definir al campeón de la liga, a excepción en algunos años, en donde se jugaba un solo torneo corto y el mejor club por puntaje conquistaba el título.
Esta liga fue muy popular, considerada como la segunda liga más popular del país después de la Major League Baseball, y como todas las ligas de esta época tenía todos sus equipos situados en el noreste del país. 
En los últimos años, el torneo se debilitó debido a los conflictos con la Federación de Fútbol de los Estados Unidos y la FIFA, así como las consecuencias que dejó la Gran Depresión, ha llevado que el campeonato norteamericano dejara de existir en 1933.

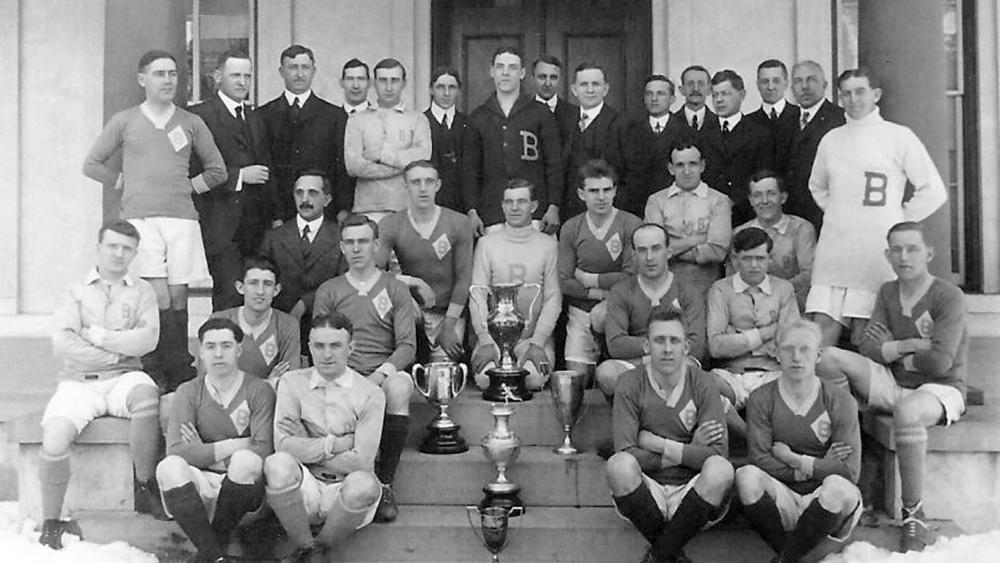
Bethlehem Steel Football Club en 1915.

## Ganadores por año
| Temporada  | Campeón                 | Resultado         | Subcampeón          |
| ---------- | ----------------------- | ----------------- | ------------------- |
| 1921-22    | Philadelphia Field Club | Lig.              | New York Field Club |
| 1922-23    | J&P Coats               | Lig.              | Bethlehem Steel     |
| 1923-24    | Fall River F.C.         | Lig.              | Bethlehem Steel     |
| 1924-25    | Fall River F.C.         | Lig.              | Bethlehem Steel     |
| 1925-26    | Fall River F.C.         | Lig.              | New Bedford Whalers |
| 1926-27    | Bethlehem Steel         | Lig.              | Boston Soccer Club  |
| 1927-28    | Boston Soccer Club      | 4:2               | New Bedford Whalers |
| 1928-29    | Fall River F.C.         | Lig.              | Brooklyn Wanderers  |
| Otoño 1929 | Fall River F.C.         | Lig.              | Providence F.C.     |
| 1930       | Fall River F.C.         | Lig.              | New Bedford Whalers |
| 1931       | New York Giants         | 3:8 6:0           | New Bedford Whalers |
| 1932       | Torneo abandonado       | Torneo abandonado | Torneo abandonado   |
| 1932-33    | Torneo abandonado       | Torneo abandonado | Torneo abandonado   |

### Títulos por club
| Equipo                  | Campeón | Subcampeón | Años campeón                                        |
| ----------------------- | ------- | ---------- | --------------------------------------------------- |
| Fall River F.C.         | 6       | 0          | 1923-24, 1924-25, 1925-26, 1928-29, Fall 1929, 1930 |
| Bethlehem Steel         | 1       | 3          | 1926-27                                             |
| Boston Soccer Club      | 1       | 1          | 1927-28                                             |
| Philadelphia Field Club | 1       | 0          | 1921-22                                             |
| Pawtucket Rangers       | 1       | 0          | 1922-23                                             |
| New York Giants         | 1       | 0          | 1931                                                |
| New Bedford Whalers     | 0       | 4          |                                                     |
| New York Field Club     | 0       | 1          |                                                     |
| Brooklyn Wanderers      | 0       | 1          |                                                     |
| Providence F.C.         | 0       | 1          |                                                     |

## Goleadores por temporada
| Año        | Jugador        | Equipo                  | Goles |
| ---------- | -------------- | ----------------------- | ----- |
| 1921-22    | Harold Brittan | Philadelphia Field Club | 24    |
| 1922-23    | Daniel McNiven | Bethlehem Steel         | 28    |
| 1923-24    | Archie Stark   | New York Field Club     | 21    |
| 1924-25    | Archie Stark   | Bethlehem Steel         | 67    |
| 1925-26    | Andy Stevens   | New Bedford Whalers     | 44    |
| 1926-27    | Davey Brown    | New York Giants         | 52    |
| 1925-28    | Andy Stevens   | New Bedford Whalers     | 30    |
| 1928-29    | János Nehadoma | Brooklyn Wanderers      | 43    |
| Otoño 1929 | Bill Paterson  | Providence F.C.         | 27    |
| 1930       | Jerry Best     | Pawtucket Rangers       | 52    |
| 1931       | Bob McIntyre   | Pawtucket Rangers       | 38    |